# Susan Shabangu

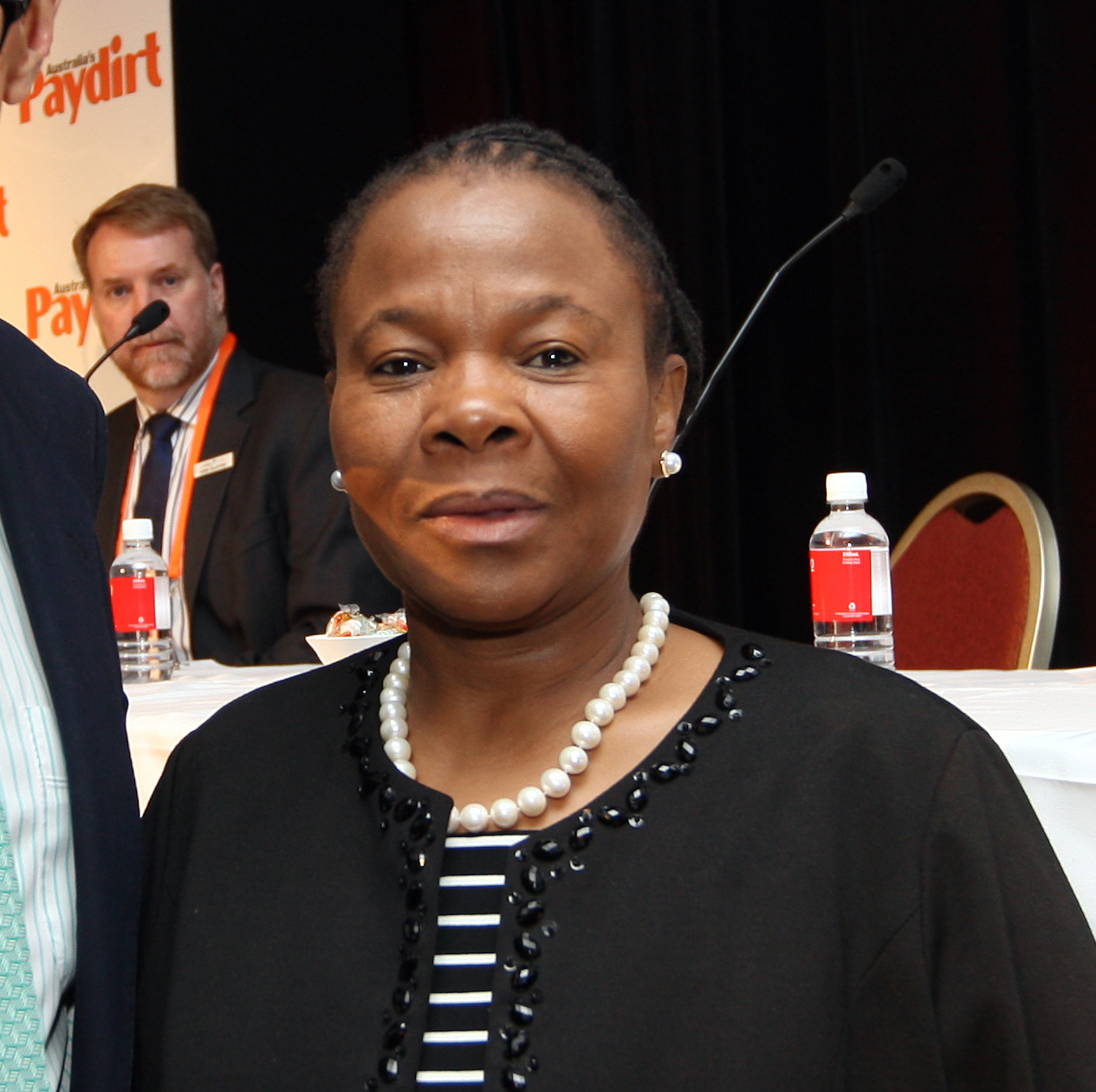
Susan Shabangu (2012)

Susan Shabangu (* 28. Februar 1956) ist eine südafrikanische Politikerin des African National Congress (ANC), die zwischen 2009 und 2014 Bergbauministerin und 2014 bis 2018 Ministerin für Frauen im Amt des Staatspräsidenten war. 2018 bis 2019 war sie Ministerin für soziale Entwicklung.

## Leben
Susan Shabangu besuchte die Madibane High School in Soweto, die sie 1977 abschloss. Sie begann ihr politisches Engagement zwischen 1980 und 1985 als Assistenzsekretär der Föderation südafrikanischer Frauen und trat 1981 als Mitglied dem Antirepublikanischen Kampagnenkomitee bei. Des Weiteren engagierte sie sich zwischen 1982 und 1990 als Gründungsmitglied des Komitees zur Freilassung von Nelson Mandela. 1984 wurde sie Organisatorin des Amalgamated Black Worker’s Project sowie später des Gewerkschaftsdachverbandes COSATU (Congress of South African Trade Unions).
1994 wurde Susan Shabangu erstmals Mitglied der Nationalversammlung, in der sie seither den Wahlkreis Nokeng tsa Taemane vertritt. Zu Beginn ihrer Parlamentszugehörigkeit war sie Mitglied der Ausschüsse für Arbeit, für Transport sowie für Handel und Industrie. Im Juli 1996 übernahm sie ihren ersten Regierungsposten, und zwar als Vizeministerin für Mineralien und Energie und damit als Vertreterin von Penuell Maduna. Dieses Amt bekleidete sie im Kabinett Mandela sowie im ersten Kabinett Mbeki. Danach fungierte sie von April 2004 bis 2009 im zweiten Kabinett Mbeki sowie im Kabinett Motlanthe Vizeministerin für Sicherheit und gehörte als Direktorin dem Organisationskomitee für die Fußball-Weltmeisterschaft 2010 an.
Am 10. Mai 2009 ernannte Präsident Jacob Zuma Susan Shabangu in seinem ersten Kabinett zur Bergbauministerin (Minister of Mining). Im darauf folgenden zweiten Kabinett Zuma übernahm sie am 25. Mai 2014 das Amt als Ministerin für Frauen beim Präsidenten (Minister of Women in the Presidency). 2018 wurde sie Minister of Social Development im Kabinett Ramaphosa I. Bei der Bildung des Nachfolgekabinetts im Jahr 2019 wurde sie nicht berücksichtigt.
Sie ist ferner Mitglied des Nationalen Exekutivrates des ANC und engagiert sich auch als Vizepräsidentin des Nationalen Institutes für Arbeit und Entwicklung (National Labour and Development Institute).